# بوابة السماء (مسلسل)
بوابة السماء هو مسلسل فلسطيني على تلفزيون الأقصى في شهر رمضان عام 2017 مسلسلات دراميا يصور معاناة مدينة القدس، ويجسد حياة المقدسيين وما يتعرضون له من انتهاكات يومية من الاحتلال الإسرائيلي.
وأنتج مسلسل «القدس بوبة السماء» في غزة حيث تغلبت طواقم عمل المسلسل على منع تصوير أحداثه في القدس بإنشاء مدينة إنتاج تحاكي أزقة المدينة المقدسة ودروبها في قطاع غزة المحاصر.
وبإمكانيات قليلة في قطاع محاصر، حاول المسلسل فضح سياسة التهويد والاستيطان التي تمارسها سلطات الاحتلال في المدينة المقدسة، والتضييق بشتى السبل على أصحابها الفلسطينيين.

## القصة
وتدور أحداث المسلسل بحسب مخرجه ومدير دائرة الإنتاج في فضائية الأقصى زهير الإفرنجي حول الأجواء الحياتية في إحدى حارات مدينة القدس العتيقة المجاورة للمسجد الأقصى من جهة باب السلسلة، وتركز حلقاته على جهود المقدسين في الدفاع عن حارتهم ومنع تهويدها أو وقوعها تحت سيطرة المستوطنين اليهود.
وتظهر حلقات المسلسل الصراع الشديد بين المواطنين المقدسيين المتماسكين بأرضهم وبيوتهم ومحلاتهم التجارية وبين المستوطنين الذين يريدون تهويد حي السلسلة، وما يصاحب ذلك من مشاهد تبين حجم الصمود الأسطوري للمقدسين وإصرارهم على التمسك بأرضهم ومنازلهم.
ويطل مسلسل «القدس بوابة السماء» على المشاهد الفلسطيني والعربي بمشاهد درامية فلسطينية مقاومة تحاكي واقع الحال في مدينة القدس عبر تسليط الضوء على المرابطين والمرابطات، وإظهار كيف يمنع الاحتلال الرجال والنساء من دخول المسجد الأقصى، والمضايقات ضد البائعين في الأزقة والأسواق، والكثير من التفاصيل المستوحاة من واقع الحياة اليومية المعاشة.

## خلفيات
ونزولا عند رأي اللجنة الاستشارية للمسلسل والمشكلة من أهالي مدينة القدس، اختيرت حارة باب السلسلة نموذجا لتسليط الضوء عليها لقربها من المسجد الأقصى وتعرضها للاعتداءات الإسرائيلية أكثر من غيرها من الحارات المقدسية الأخرى.
يقول مخرج إن ما يتضمنه المسلسل من حبكات درامية مطابقة لما يدور على أرض الواقع، فحجم ما يتعرضون له من تضييق في كل تفاصيل حياتهم من قبل المستوطنين والمؤسسة الإسرائيلية الحاكمة لا يتخيله عقل.
وبحسب المخرج الإفرنجي تميز مسلسل «القدس بوابة السماء» بالتطوير في أدوات الإنتاج وأسلوب الإخراج وأداء الممثلين، ويهدف المسلسل الذي جُسدت وقائعه بإمكانات متواضعة على مساحة نحو 4000 متر مربع من أراضي المحررات، إلى تعزيز صمود المواطن المقدسي وحثه على التمسك بأرضه.

## طاقم العمل
حسن الخطيب، سعدي العطار (المخرج المساعد)، وليد أبو جياب، محمد العر، علي نسمان، خالد اللهواني، أحمد كلاب، كاظم العف، عبير أبو عتيلة، كاميليا فاضل، مادلين أحمد، ناهض أبو عبيد، حامد حسونة، رائدة أبو دية، أحمد مسلم، أحمد فياض، علاء قدوحة، نايف المغاري، عز الدين أبو شريعة، عبد الحميد أبو الروس، رائد قنديل، وائل معروف، قاسم معروف، صالح السحلوب، آيات أبو عمرة، إيمان طموس.

## الجزء الثاني
يأتي الجزء الثاني من المسلسل بعد 3 سنوات من عرض الجزء الأول في عام 2017، ويأتي التأخر بسبب ظروف انتاجية حسب وصف المخرج المساعد. الجزء الثاني عبارة عن تكملة للجزء الأول ولكنه يتناول قضايا مختلفة، وسيركز على تهويد المناهج التعليمية، وإلغاء بعض المواد الوطنية من المنهاج الفلسطيني، ويطرح قضية التطبيع بين الأنظمة العربية والاحتلال الإسرائيلي، وإظهار الضرر الذي لحق بالقضية الفلسطينية. كم يطرح الجزء الثاني من المسلسل العلاقات الأسرية بين المقدسيين، إضافة إلى قضية «تفجير المسجد الأقصى وبناء الهيكل»، وكيف أن الفلسطيني والمقدسي والعربي يقفون في وجه هذه الانتهاكات والمخططات الجسيمة التي يتطلع الاحتلال الإسرائيلي لتحقيقها.

## روابط خارجية
- بوابة السماء على موقع قاعدة بيانات الأفلام العربية